# Октябрьский-2
Октябрьский-2 — посёлок в Тулунском районе Иркутской области России. Административный центр Октябрьского муниципального образования. Находится примерно в 45 км к северо-востоку от районного центра — города Тулун.

## Население
| 2002 | 2010 | 2011 | 2012 |
| ---- | ---- | ---- | ---- |
| 303  | ↘252 | ↘251 | ↘247 |

По данным Всероссийской переписи, в 2010 году в посёлке проживали 252 человека (122 мужчины и 130 женщин).